# Răscoala Boxerilor
Răscoala Boxerilor (în chineză: 義和團起義; pinyin: Yìhetuán Qiyi) sau Revolta Boxerilor ori Rebeliunea Boxerilor a fost o mișcare xenofobă și anticreștină violentă, petrecută în China la sfârșitul dinastiei Qing, între anii 1898 și 1900. A fost inițiată de Miliția Yìhétuán (Miliția Unită pentru Dreptate), cunoscută în occident sub denumirea de „Boxerii”, și motivată de sentimente naționaliste și de rezistență împotriva imperialismului vestic și japonez și a creștinismului. Termenul de „boxer” se datorează faptului că membrii Miliției Yìhétuán practicau boxul și exercițiile calistenice, crezând că aceste practici îi vor face impenetrabili în fața gloanțelor. Marile puteri au intervenit și au înfrânt forțele chineze. Ostilitățile s-au încheiat cu un protocol semnat în 1901 prin care Chinei i se cerea să plătească daune unui număr de 11 state. Ulterior Marea Britanie și SUA au returnat o mare parte din reparațiile pe care le primiseră.
Biserica Ortodoxă Chineză a avut de suferit în timpul răscoalei, pierzându-și aproape toți membrii. De asemenea, în răscoala boxerilor au fost uciși peste 700 de creștini protestanți (Martirii chinezi din 1900⁠(en)[traduceți]). Biserica Catolică îl comemorează în ziua de 9 iulie pe episcopul Gregorio Grassi⁠(en)[traduceți] împreună cu ceilalți sfinți martiri din China.